# Клубівка (Шепетівський район)

Bus stop of the village of Klubivka

Клубі́вка, до 1945 року Клембівка, Митківці (укрупнено) —  село в Україні, у Ізяславській міській громаді Шепетівського району Хмельницької області. Населення становить 1971 особа (2001).

## Географія
У селі річка Луб'яхівка впадає у річку Горинь

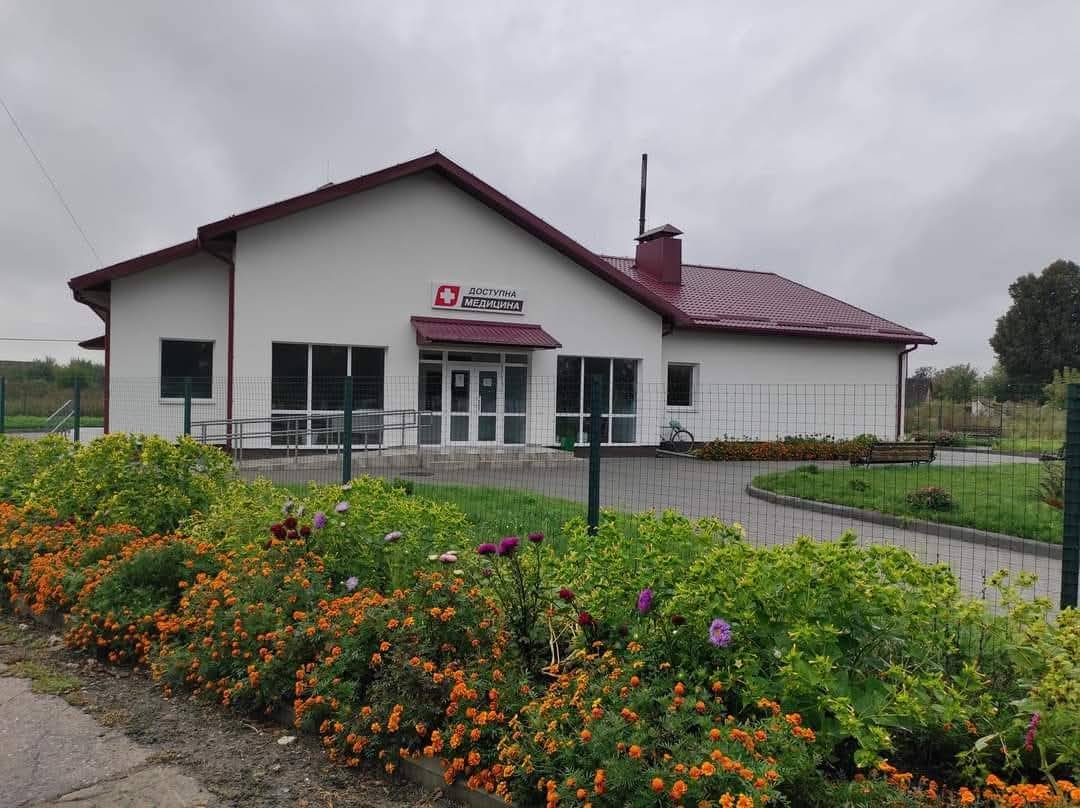

16.10. 2020 року в селі  Клубівка Шепетівського району відкрили амбулаторію загальної практики медицини .
04.09.2004 року в с. Клубівка, Хмельницької області,  Шепетівського  району відкрито лінійну лікарню.Наразі діє як "Санаторій "Медичний центр реабілітації".
Село Митківці Кременецького повіту Волинського воєводства вперше згадується в документі правового регулювання під 1581 роком як власність князя  Заславського.
З 1744 року — у складі Російської імперії.
У 1906 році село Ізяславської волості Ізяславського повіту Волинської губернії. Відстань від повітового міста 7 верст, від волості 7. Дворів 121, мешканців 1038.
Протягом 1907–1917 років село у складі Заславського ключа Заславського майорату князів Санґушків.
7 (20) листопада 1917 року, відповідно до Третього Універсалу Української Центральної Ради, увійшло до складу Української Народної Республіки.

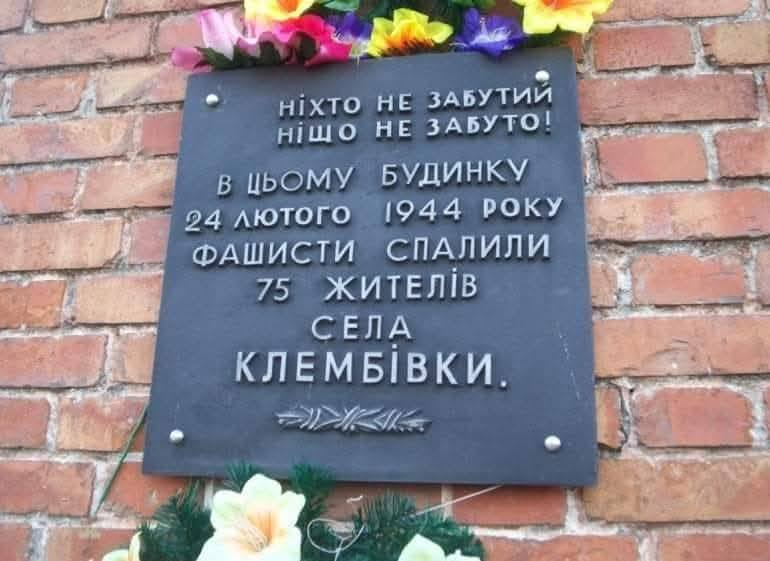
Пам'ятний знак жертвам спаленого села

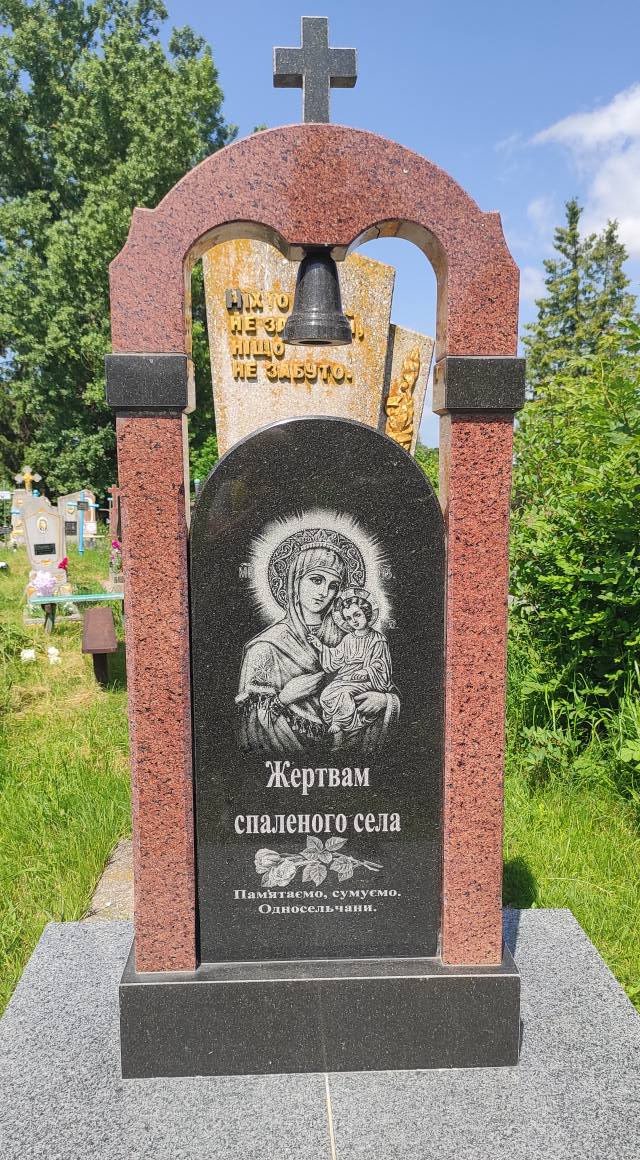
Пам'ятник жертвам спаленого села

В селі  Клубівка Хмельницької обл. Шепетівського району 24 лютого 1944 року  під час Другої світової війни були  заживо  спалені  75 жителів, знищено 600 дворів.
Село постраждало внаслідок геноциду українського народу, проведеного урядом СССР 1932—1933 та 1946—1947 [джерело?].
Радянською владою село Клембівка 4 червня 1945 року перейменоване на село Клубівка.
12 червня 2020 року, відповідно до розпорядження Кабінету Міністрів України № 727-р «Про визначення адміністративних центрів та затвердження територій територіальних громад Хмельницької області», увійшло до складу Ізяславської міської територіальної громади.
19 липня 2020 року, в результаті адміністративно-територіальної реформи та ліквідації Ізяславського району, село увійшло до складу новоутвореного Шепетівського району

## Населення

### Мова
Розподіл населення за рідною мовою за даними перепису 2001 року:
| Мова            | Кількість | Відсоток |
| --------------- | --------- | -------- |
| українська      | 1941      | 98.48%   |
| російська       | 26        | 1.32%    |
| білоруська      | 2         | 0.10%    |
| польська        | 1         | 0.05%    |
| інші/не вказали | 1         | 0.05%    |
| Усього          | 1971      | 100%     |

## Пам'ятники і музеї
- Пам'ятник Георгію Кірпі в селі відкрито 20 липня 2009.
- Музей Георгія Кірпи в селі відкрито 20 липня 2010 року в хаті, де минули його дитячі та юнацькі роки.[6][7]

## Уродженці
- Володимир Лось — художник.
- Георгій Кірпа — інженер-транспортник, Міністр транспорту України (2002—2003), Міністр транспорту і зв'язку України (2004).
- Микола Хіцінський — журналіст, суспільний активіст.

## Галерея

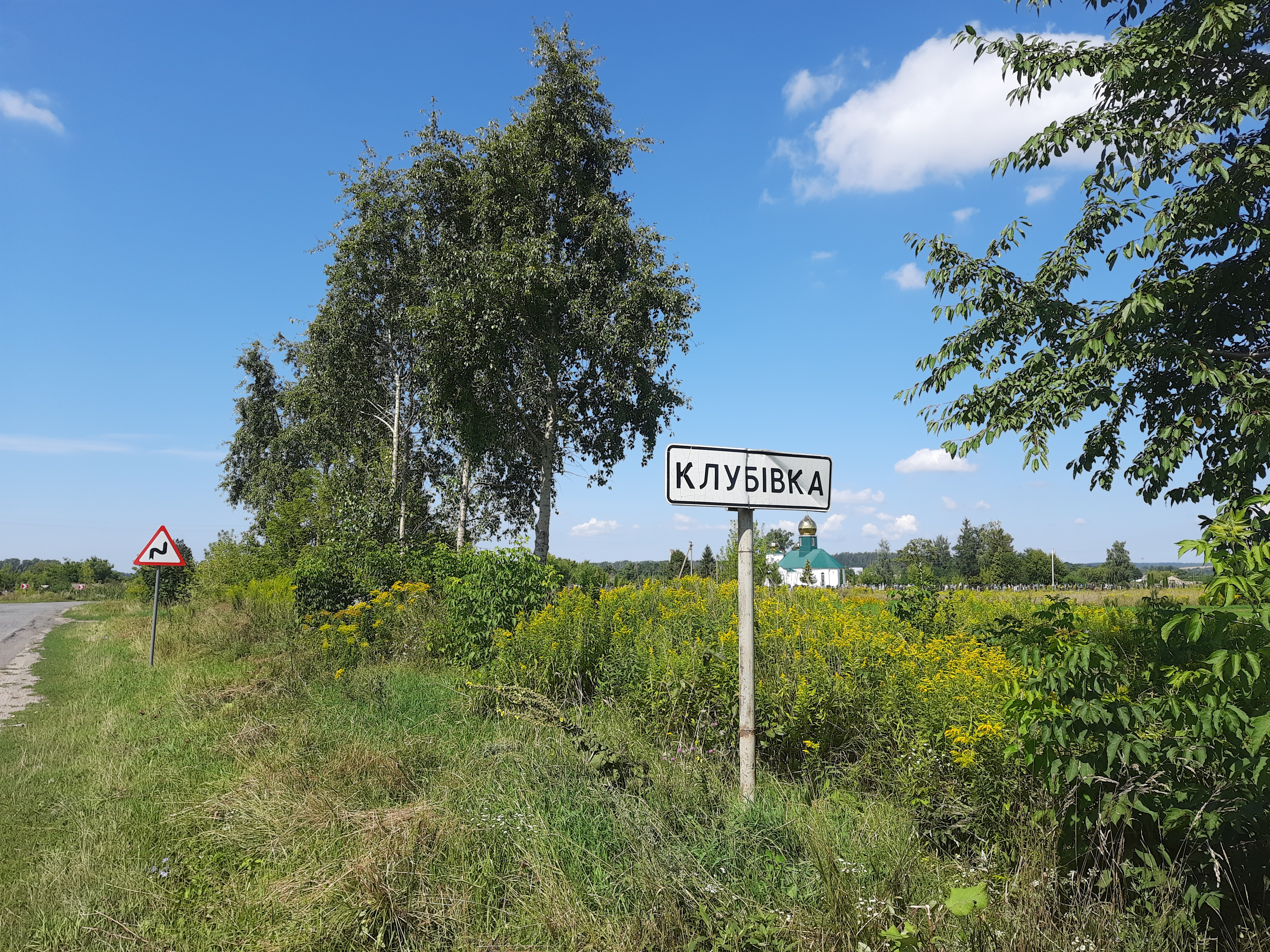
Дорожній знак при в'їзді в село
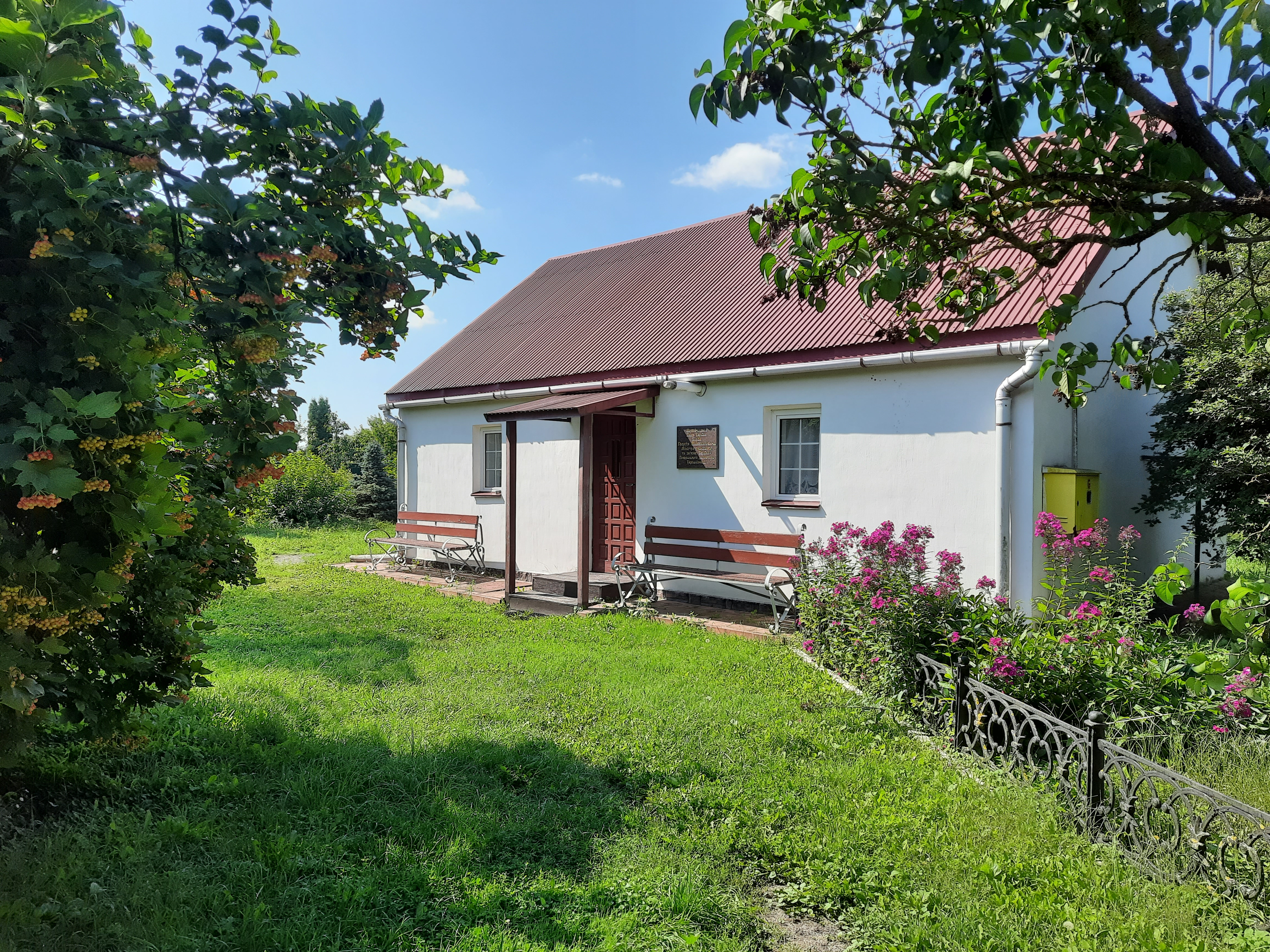
Музей-садиба Г. Кірпи
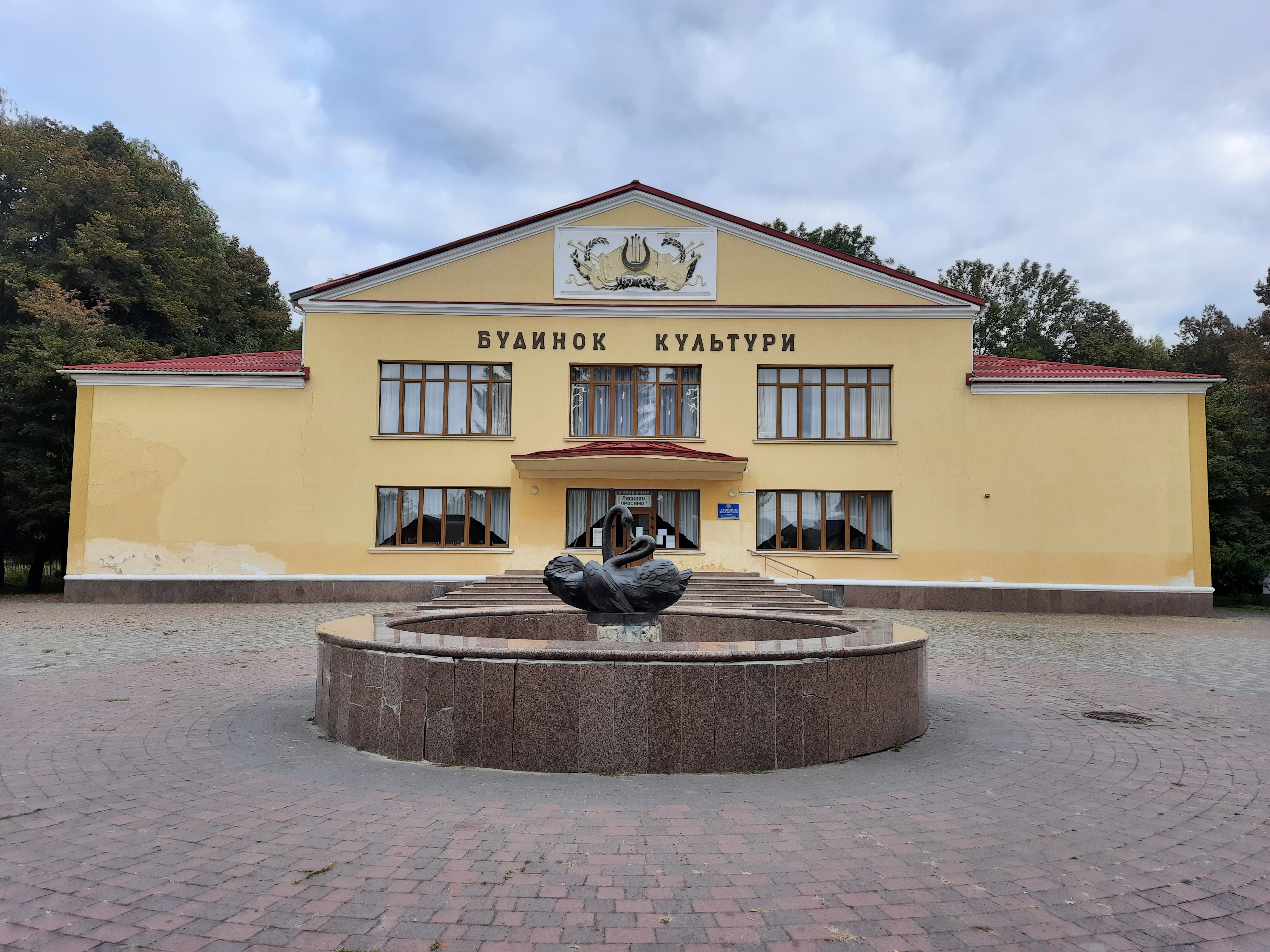
Будинок культури Клубівка
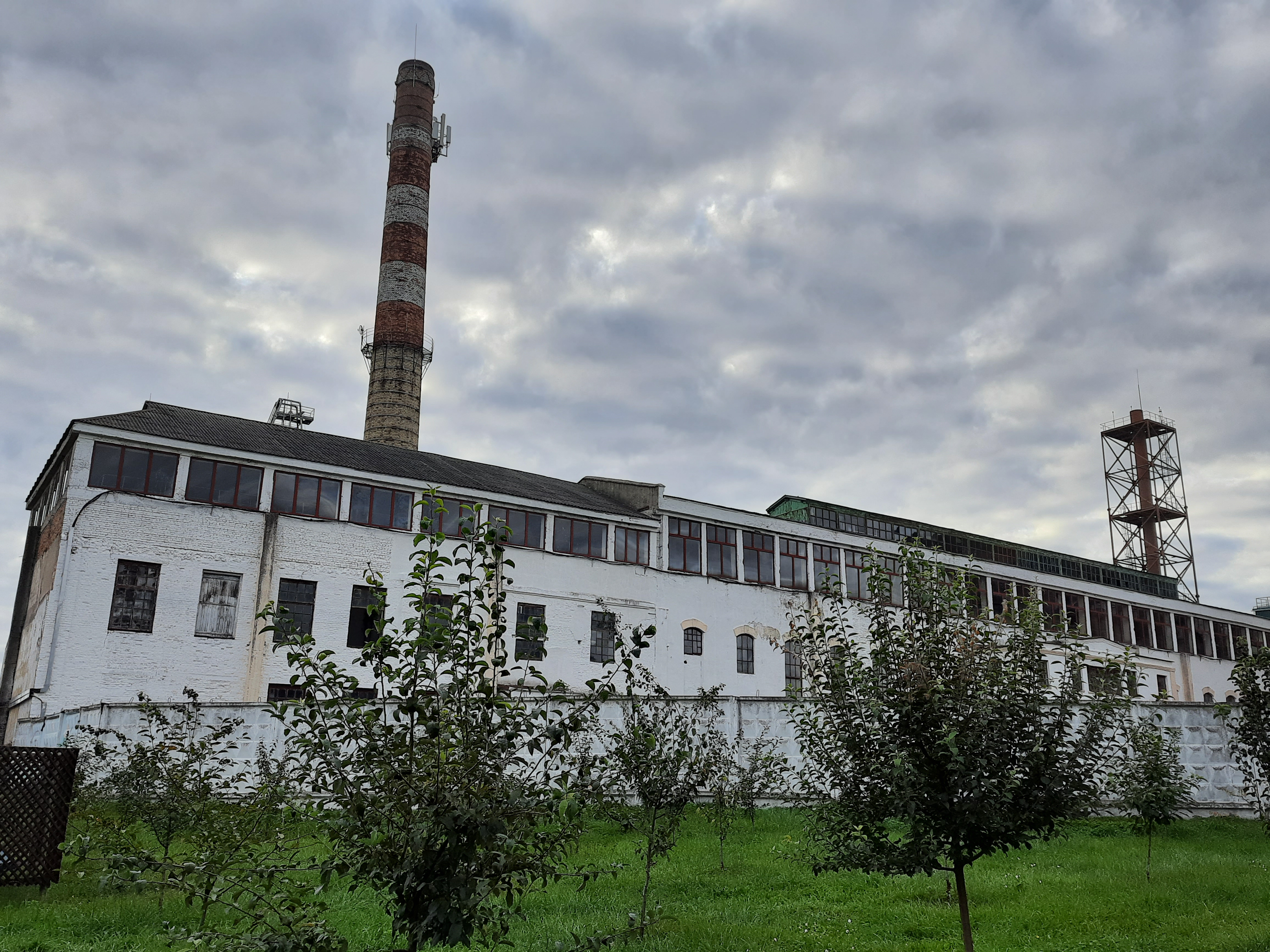
Цукровий завод
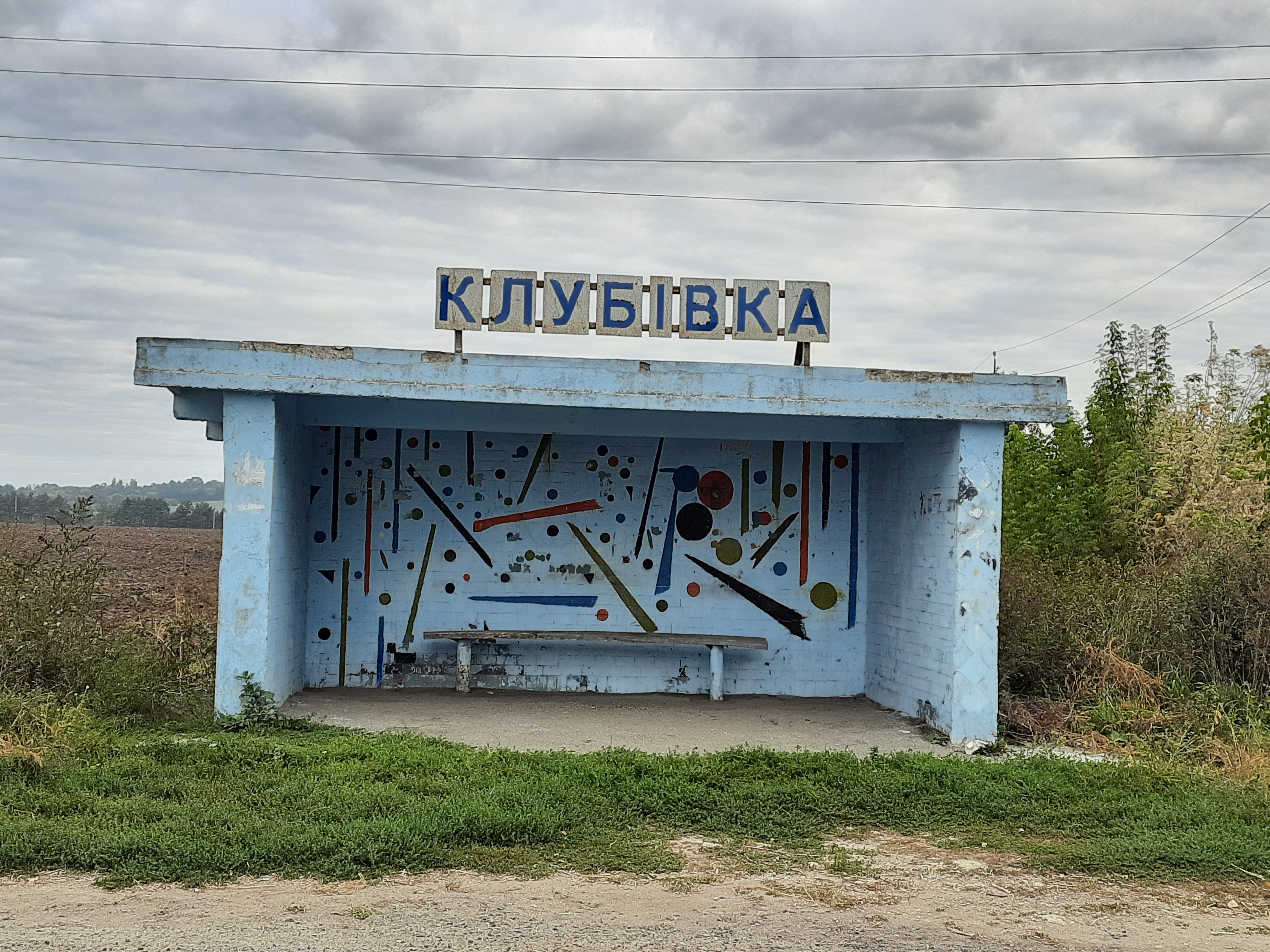
Автобусна зупинка